# Sandra Paruszewski
Sandra Paruszewski (* 3. November 1993 in Schramberg-Sulgen) ist eine deutsche Ringerin mit polnischen Wurzeln, welche beim Athletenverein Germania Sulgen ringt. 2022 und 2023 gewann sie Bronzemedaillen bei den Ringer-Europameisterschaften in den Gewichtsklassen bis 57 kg bzw. bis 59 kg.

## Werdegang
Paruszewski begann 2007 im Alter von 14 Jahren das Ringen beim AV Sulgen, einem Verein in der Stadt Schramberg. Diesem Verein gehört sie noch immer an und vertritt diesen auf internationalen Wettkämpfen. Paruszewski wurde anfangs von Philipp Rohrer trainiert, später dann von Gurgen Bagdasarinan und von Nicolae Ghiță. In der Nationalmannschaft ist Patrick Loës ihr Trainer.
Sie wurde 2016 in Freiburg im Breisgau Deutsche Meisterin in der Gewichtsklasse bis 53 kg. 2017 startete Paruszewski bei der Europameisterschaft der Frauen im serbischen Novi Sad in der Gewichtsklasse bis 55 kg und belegte den 8. Platz. Im selben Jahr nahm sie erstmals an den Ringer-Weltmeisterschaften teil und belegte in der Gewichtsklasse bis 55 kg den 19. Platz. 2018 wurde sie erneut Deutsche Meisterin.
Im saarländischen Riegelsberg wurde Paruszewski 2022 zum vierten Mal Deutsche Meisterin.
Bei den Ringer-Europameisterschaften 2022 erreichte Paruszewski in der Klasse bis 57 kg den Kampf um Bronze, den sie gegen Anhelina Lysak für sich entscheiden konnte.
Bei den Ringer-Europameisterschaften 2023 erkämpfte Paruszewski in der Gewichtsklasse bis 59 kg die Bronzemedaille. Sie musste sich lediglich der Ukrainerin Julija Tkatsch geschlagen geben und besiegte im kleinen Finale um Platz 3. die Aserbaidschanerin Aljona Kolesnik.

## Persönliches
Sandra Paruszewski absolvierte das kaufmännische Berufskolleg 2014 und begann im selben Jahr ein Betriebswirtschaftslehre-Studium an der Hochschule Offenburg. Seit 2017 ist Paruszewski in Freiburg wohnhaft, um täglich am Olympiastützpunkt Freiburg-Schwarzwald zu trainieren. Seit 2018 dient Paruszewski bei der Sportfördergruppe der Bundeswehr.

## Erfolge
| Jahr | Platzierung | Wettbewerb                        | Ort                  |
| ---- | ----------- | --------------------------------- | -------------------- |
| 2007 | -           | Erstes Training                   | Sulgen (Schramberg)  |
| 2008 | 10          | Deutsche Meisterschaft Jugend     | Haslach im Kinzigtal |
| 2009 | 3           | Deutsche Meisterschaft Jugend     | Heusweiler           |
| 2011 | 3           | Deutsche Meisterschaft Frauen     | Weinheim             |
|      | 9           | Großer Preis von Deutschland      | Dormagen             |
| 2012 | 5           | Großer Preis von Deutschland      | Dormagen             |
| 2013 | 9           | Deutsche Meisterschaft Frauen     | Unterföhring         |
|      | 9           | Großer Preis von Deutschland      | Dormagen             |
|      | 6           | Europameisterschaft Junioren      | Skopje               |
|      | 4           | Weltcup Frauen                    | Moskau               |
| 2014 | 3           | Deutsche Meisterschaft Frauen     | Freiburg im Breisgau |
|      | 1           | Flatz Open                        | Wolfurt              |
|      | 4           | Dan Kolov                         | Sofia                |
|      | 14          | Klippan Open                      | Klippan              |
| 2015 | 5           | Klippan Open                      | Klippan              |
|      | 14          | Weltrangliste                     |                      |
| 2016 | 1           | Deutsche Meisterschaft Frauen     | Freiburg im Breisgau |
|      | 7           | U23-Europameisterschaft           | Russe (Stadt)        |
|      | 3           | Großer Preis von Deutschland      | Dormagen             |
|      | 6           | Studentenweltmeisterschaft        | Çorum                |
| 2017 | 1           | Flatz Open                        | Wolfurt              |
|      | 10          | Int. Ukrainian Tournament         | Kiew                 |
|      | 7           | Dan Kolov                         | Sofia                |
|      | 3           | Deutsche Meisterschaft Frauen     | Bruchsal             |
|      | 7           | Europameisterschaft Frauen        | Novi Sad             |
|      | 3           | Polen Open                        | Warschau             |
|      | 19          | Weltmeisterschaft Frauen          | Paris                |
| 2018 | 1           | Deutsche Meisterschaft Frauen     | Aschaffenburg        |
|      | 5           | Yasar Dogu                        | Istanbul             |
|      | 3           | Polen Open                        | Warschau             |
| 2019 | 2           | Deutsche Meisterschaft Frauen     | Riegelsberg          |
|      | 11          | Europameisterschaft Frauen        | Bukarest             |
|      | 3           | Weltranglisten-Turnier            | Istanbul             |
|      | 9           | Weltmeisterschaft Frauen          | Nur-Sultan           |
|      | 9           | Militär-Weltspiele                | Wuhan                |
|      | 1           | Deutsche Mannschaftsmeisterschaft | Rimbach (Odenwald)   |
| 2020 | 13          | Weltranglisten-Turnier            | Rom                  |
|      | 1           | Flatz Open                        | Wolfurt              |
|      | 5           | Individual Weltcup                | Belgrad              |
| 2021 | 13          | Weltranglisten-Turnier            | Nizza                |
|      | 8           | Europameisterschaft Frauen        | Warschau             |
|      | 8           | Weltmeisterschaft Frauen          | Oslo                 |
| 2022 | 3           | Europameisterschaft Frauen        | Budapest             |
|      | 1           | Deutsche Meisterschaft Frauen     | Riegelsberg          |
|      | 11          | Weltmeisterschaft Frauen          | Belgrad              |
| 2023 | 3           | Europameisterschaft Frauen        | Zagreb               |